# Peter Seewald
Peter Seewald, né le 10 juillet 1954 à Bochum (Rhénanie-du-Nord-Westphalie, Allemagne), est un journaliste et essayiste allemand, spécialiste de l'Église catholique et du phénomène religieux en Allemagne et dans le monde. Il est notamment connu pour ses trois livres d'entretiens publiés en collaboration avec le pape Benoît XVI, auquel il a également consacré plusieurs biographies.

## Biographie
Peter Seewald grandit à Salzweg, près de Passau en Basse-Bavière dans une famille catholique. Durant son adolescence, il devient très proche de l'Église et devient acolyte, dans sa ville natale. Cependant, il participe aux manifestations de Mai 68, lors desquelles il devient adepte du marxisme, et quitte l'église en 1973. En 1976, il fonde, à Passau, un hebdomadaire de gauche radicale.
De 1981 à 1987, Seewald est rédacteur en chef du journal Der Spiegel, puis de 1987 à 1990, il est journaliste pour le journal Stern. Il travaille ensuite pour la revue Süddeutsche Zeitung, qu'il quitte en 1993. Et enfin, il devient journaliste indépendant.
En 1996, il publie Le sel de la Terre, une longue interview du cardinal Joseph Ratzinger. Selon Seewald, cette entrevue avec le futur pape est responsable de sa reconversion. L'auteur se consacre par la suite à ses thèmes religieux préférés. Il publie plusieurs œuvres sur Dieu et l'altruisme. Resté proche du cardinal Ratzinger, ils publient plusieurs œuvres conjointes. Après son élection en tant que pape, Seewald lui consacre deux biographies.
À l'été 2010, il passe quelques jours à Castel Gandolfo pour préparer un troisième livre d'entretien avec le pape Benoît XVI. Cette entrevue est publiée en novembre 2010 sous le titre Lumière du monde.
Le 9 septembre 2016, il publie un livre entretien avec Benoît XVI intitulé Dernières conversations. Le pape émérite revient sur son pontificat, sa renonciation et le pontificat de son successeur, le pape François.

## Publications
- Le sel de la Terre, Le christianisme et l'Eglise catholique au seuil du IIIe millénaire (Entretiens avec Joseph Ratzinger), Flammarion, 2005  (ISBN 2-204-07954-5)
- Lumière du monde, Le pape, l’Église et les signes des temps (Entretien avec Benoit XVI), Bayard, 2010  (ISBN 222748246X)
- Benoît XVI, Une vie, t. 1, Chora, 2022 (ISBN 978-8831414142)
- Benoît XVI, Une vie, t. 2, Chora, 2022 (ISBN 978-8831414197)

## Crédit d'auteurs
- (de) Cet article est partiellement ou en totalité issu de l’article de Wikipédia en allemand intitulé « Peter Seewald » (voir la liste des auteurs).